# Azirine
Azirine is een organische verbinding met als brutoformule C2H3N. De structuur is afgeleid van aziridine, maar nu is er een dubbele binding aanwezig. Dat zorgt ervoor dat de verbinding een zeer grote ringspanning heeft. Bijgevolg is de verbinding zeer reactief: azirine reageert met nucleo- en elektrofielen door middel van een ringopening.

## Synthese
Azirine wordt bereid bij lage druk en hoge temperatuur uit vinylazide. Als nevenproducten ontstaan acetonitril (H3C–C≡N) en keteenimine (H2C=C=NH).

## Structuur en eigenschappen
Het kation van azirine (het azirinium-ion) is de kleinste heterocyclische aromatische verbinding: